# John Exshaw
John Exshaw (* 1751; † 6. Januar 1827) war ein Dubliner Buchhändler und zweimaliger Oberbürgermeister von Dublin.

## Leben
John Exshaw wurde 1751 als zweiter Sohn von John Exshaw († 1776) und dessen erster Frau Faith Walker († 1764) geboren. Seine Familie war seit 1732 im Buchhandel tätig. Den Grundstein hierfür hatten sein Onkel Edward Exshaw († 1748) und dessen Bruder, John Exshaws Vater, gelegt. Nach dem Tod seines Vaters übernahm John Exshaw das Geschäft und leitete es bis 1822. Mit seinem Ruhestand fand die Buchhändlertätigkeit seiner Familie ein Ende.

## Politische Karriere
Politisch betätigte sich Exshaw vor allem in der Dubliner Lokalpolitik. Er war ein angesehenes Mitglied der Guild of St Luke the Evangelist, der 1670 gegründeten Gilde der Messerschmiede, Beizer und Schreibwarenhändler, die auch die Buchhändler vertrat.
Von 1779 bis 1780 war er sheriff. Ab 1782 fungierte er als Ratsherr (alderman) und im Oktober desselben Jahres wurde er zum warden seiner Gilde gewählt. Im Jahr 1784 erfolgte seine Wahl zum coroner der Stadt. Von 1786 bis 1788 war Exshaw divisional justice of police. Später, nach Verabschiedung des Dublin Police Magistrates Act von 1808, übte er diesen Posten erneut aus und blieb bis zu seinem Tod 1827 Magistrat. Die Polizeigazette Hue and cry wurde von ihm veröffentlicht.
Am 8. Mai 1789 wurde Exshaw zum Oberbürgermeister von Dublin (Lord Mayor of Dublin) gewählt. Er trat sein Amt am 16. Oktober 1789 an und bekleidete es für eine Amtszeit bis Oktober 1790. Ebenfalls 1790 bemühte er sich erfolglos um einen Parlamentssitz. Am 24. Februar 1800 wurde er erneut zum Oberbürgermeister gewählt. Der diesherige Amtsinhaber John Sutton war überraschend verstorben und Exshaw führte nun seine restliche Amtszeit bis Oktober 1800 zu Ende.

## Familie und Tod
Im Mai 1776 heiratete er Angel Wilkinson. Im Oktober 1787 starb seine Frau im Alter von 32 Jahren. In seinem weiteren Leben war Exshaw noch zweimal verheiratet. Aus seiner zweiten Ehe gingen mindestens zwei Kinder hervor. Aus der dritten, 1805 geschlossenen Ehe ging im März 1806 ein Sohn hervor. Bereits im Juni desselben Jahres starb seine dritte Frau.
Im Januar 1827 starb er in Roebuck im Alter von 76 Jahren und wurde auf dem St John’s Cemetery in Clondalkin beigesetzt. Hier fand er die letzte Ruhe neben seiner ersten Frau und ihren zwei Töchtern.